# برزیفکا
شهر برزیفکا (به روسی: Березівка) در استان اودسا در کشور اوکراین واقع شده‌است. جمعیت این شهر ۹٬۴۸۱ نفر  است.

## نگارخانه

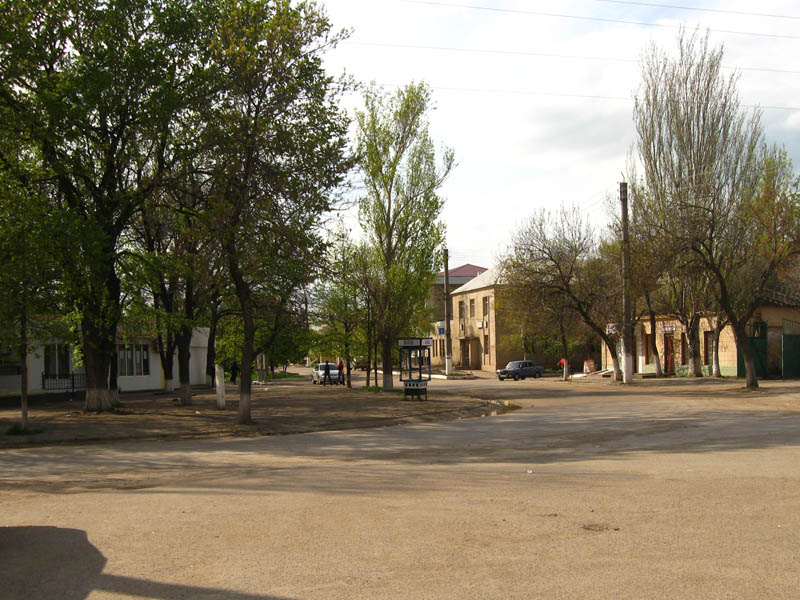
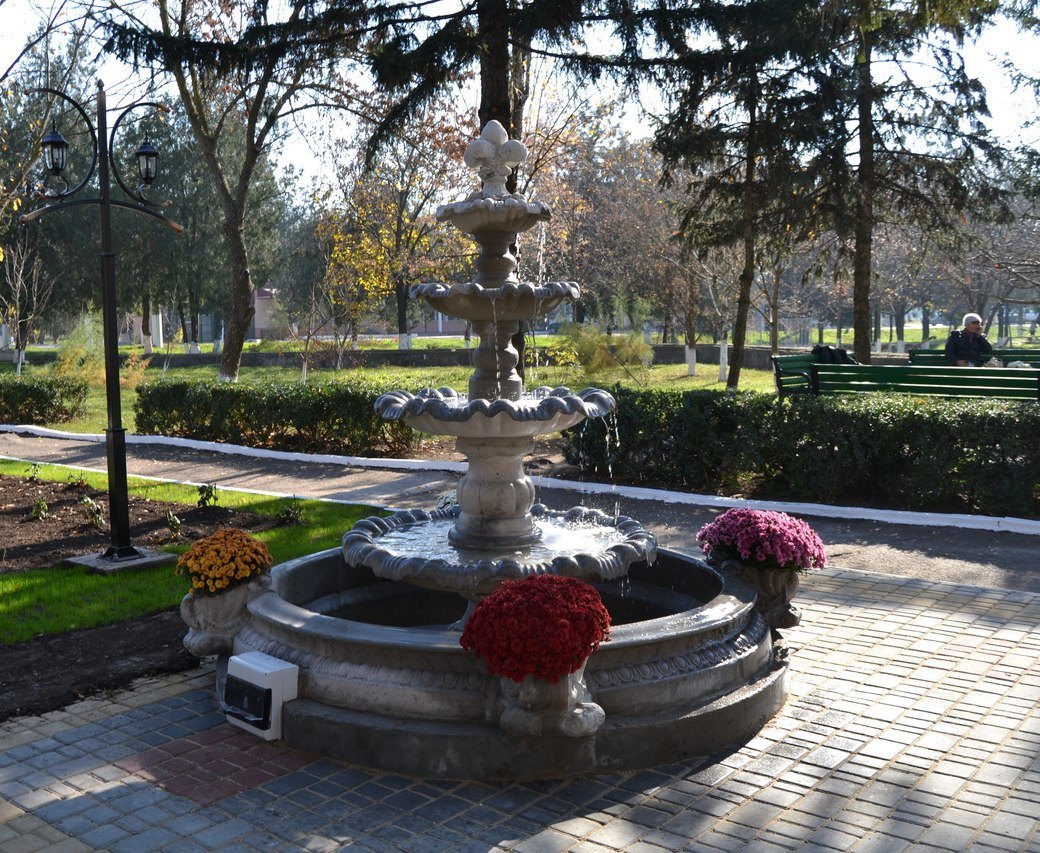
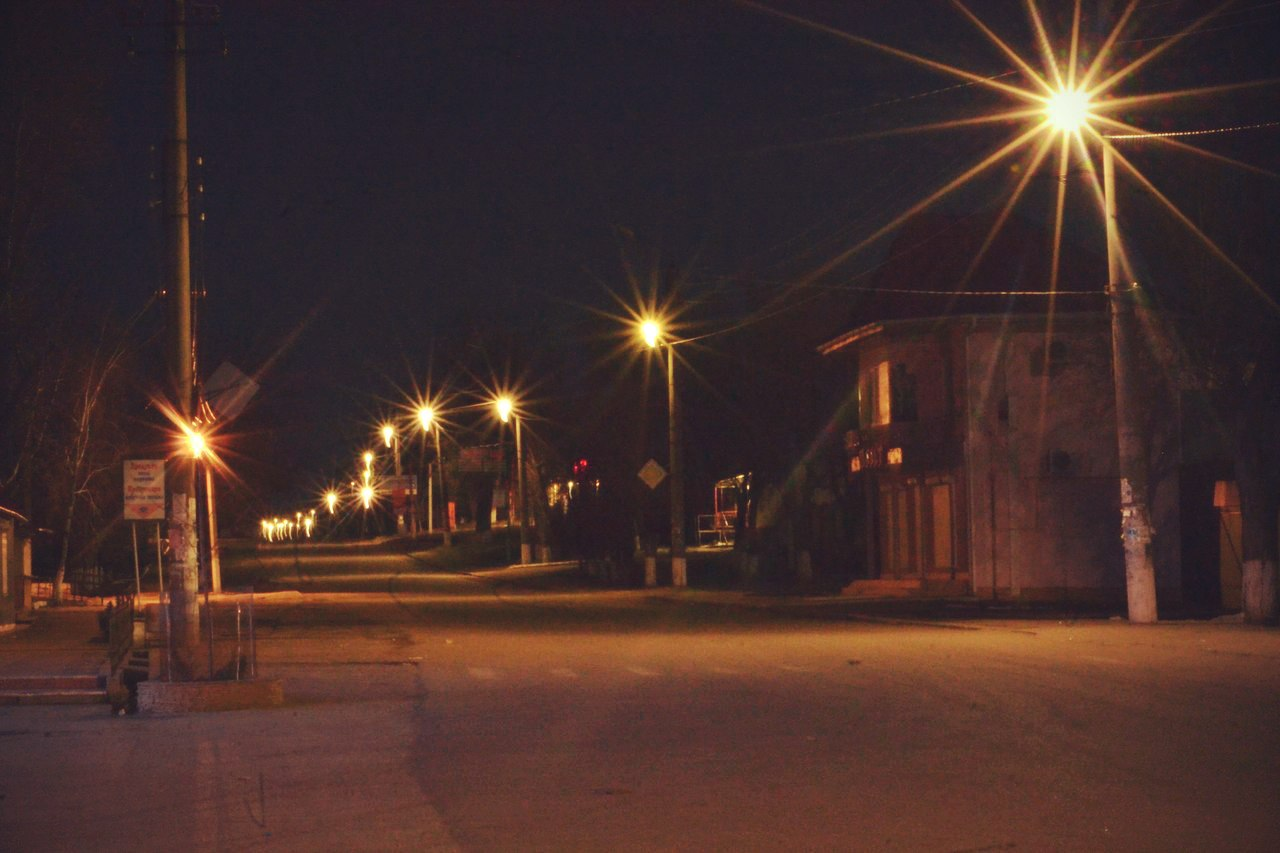
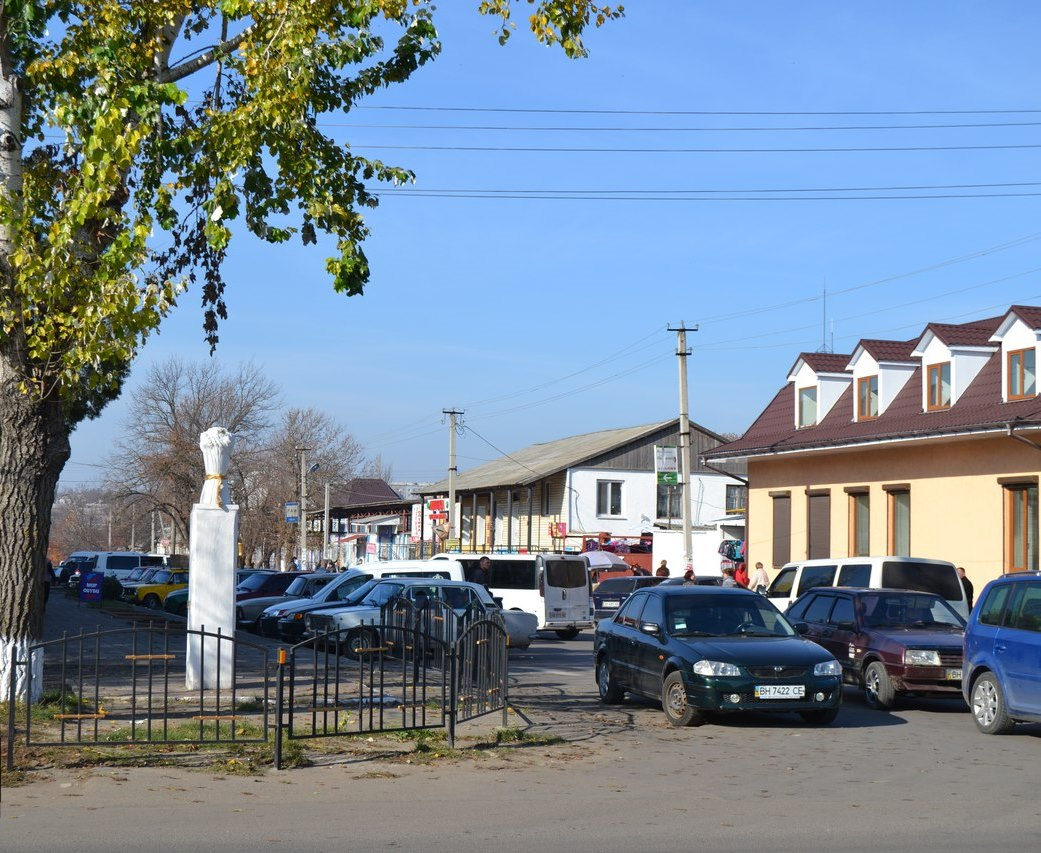